# Рани-Гардини (Форли-Чезена)
Рани-Гардини (итал. Rani-Gardini) је насеље у Италији у округу Форли-Чезена, региону Емилија-Ромања.
Према процени из 2011. у насељу је живело 88 становника. Насеље се налази на надморској висини од 43 м.